# Karl-Heinz Melzer
Karl-Heinz Melzer (* 1937) ist ein deutscher Regionalhistoriker und Mundartautor. Er betätigt sich seit den 1950er Jahren als Ortschronist von Mauersberg. Melzer befasst sich vorrangig mit der Geschichte seiner erzgebirgischen Heimat und ist Autor verschiedener Sachbücher zur erzgebirgischen Geschichte und Volkskultur. Ein Teil seiner Bücher ist in erzgebirgischer Mundart verfasst. Seit den 1980er Jahren gehört Melzer dem Redaktionsbeirat der Erzgebirgischen Heimatblätter an, in denen er regelmäßig als Autor publiziert.

## Schriften (Auswahl)
- Heiligabend im alten Erzgebirge, Altis, Friedrichthal 2012, ISBN 978-3-910195-67-7
- Das Preßnitztal. Romantik im Erzgebirge, Bildverlag Böttger, Witzschdorf 2012, ISBN 978-3-937496-46-7
- Wenn's Raachermannel naabelt. Erzgebirgische Räuchermännel und Räucherkerzen, Altis, Friedrichthal 2014, ISBN 978-3-910195-68-4
- Kumm rei in unner' Hutzenstub. Heitere Geschichten in erzgebirgischer Mundart, Altis, Friedrichthal 2015, ISBN 978-3-910195-69-1
- Die vier Jahreszeiten. Lebensweise und Brauchtum im Erzgebirge, Altis, Friedrichthal 2018, ISBN 978-3-910195-73-8
- Sperrguschen. Do drüber schmunzelt un lacht dr Arzgebirger, Altis, Friedrichthal 2019, ISBN 978-3-910195-74-5
- Geschichten vom Erzgebirgskamm. Wenn Grenzsteine erzählen könnten, Altis, Friedrichthal 2022, ISBN 978-3-910195-75-2